# KDE Plasma 6
KDE Plasma 6 je šestá generace grafického desktopového prostředí KDE určeného především pro systémy Linux. Jedná se o nástupce KDE Plasma 5 a k prvnímu vydání došlo 28. února 2024. Prostředí je postaveno na Qt 6, KDE Frameworks 6 a KDE Gear. Jako první KDE nemá ve výchozím nastavení grafický systém X11, ale Wayland. Oproti KDE 5 má několik grafických vylepšení a přináší zpět možnost zobrazení ploch v režimu 3D Cube.

## Galerie

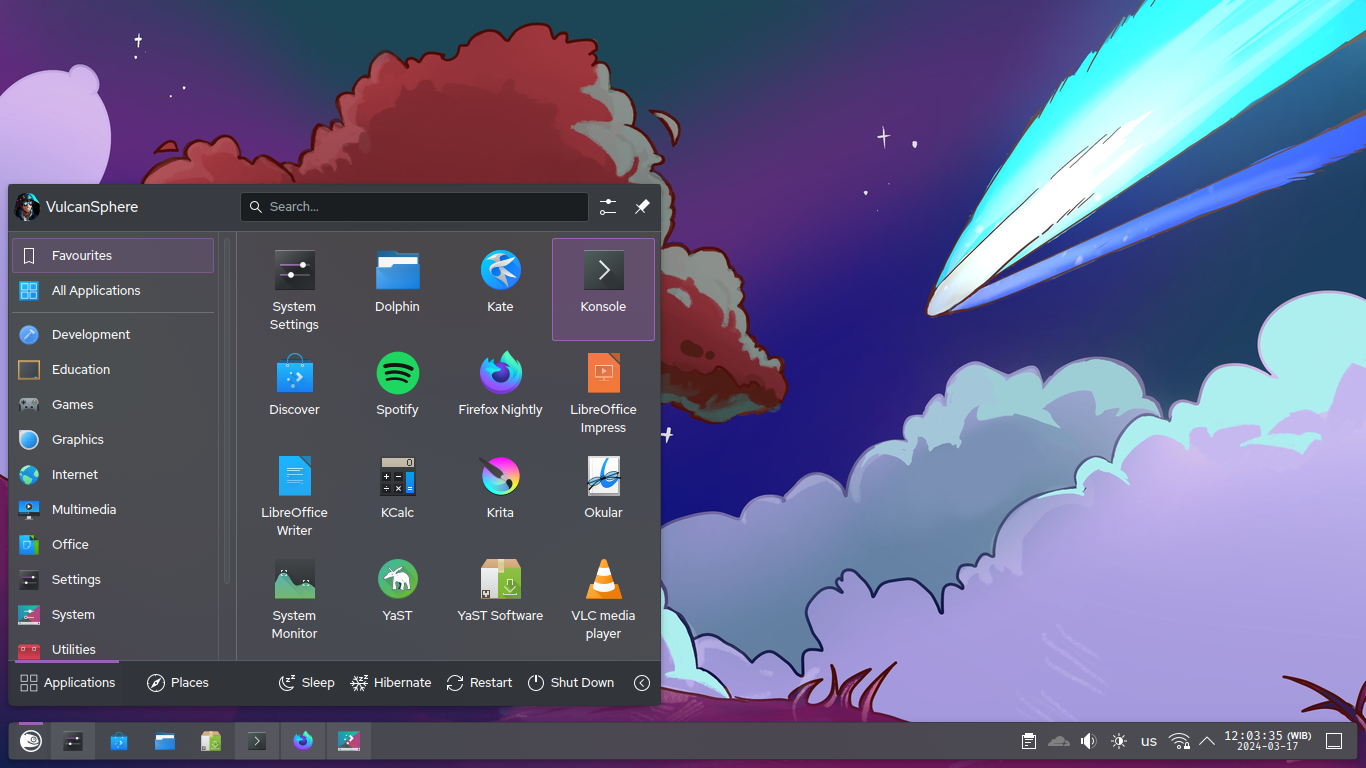
Tmavý...
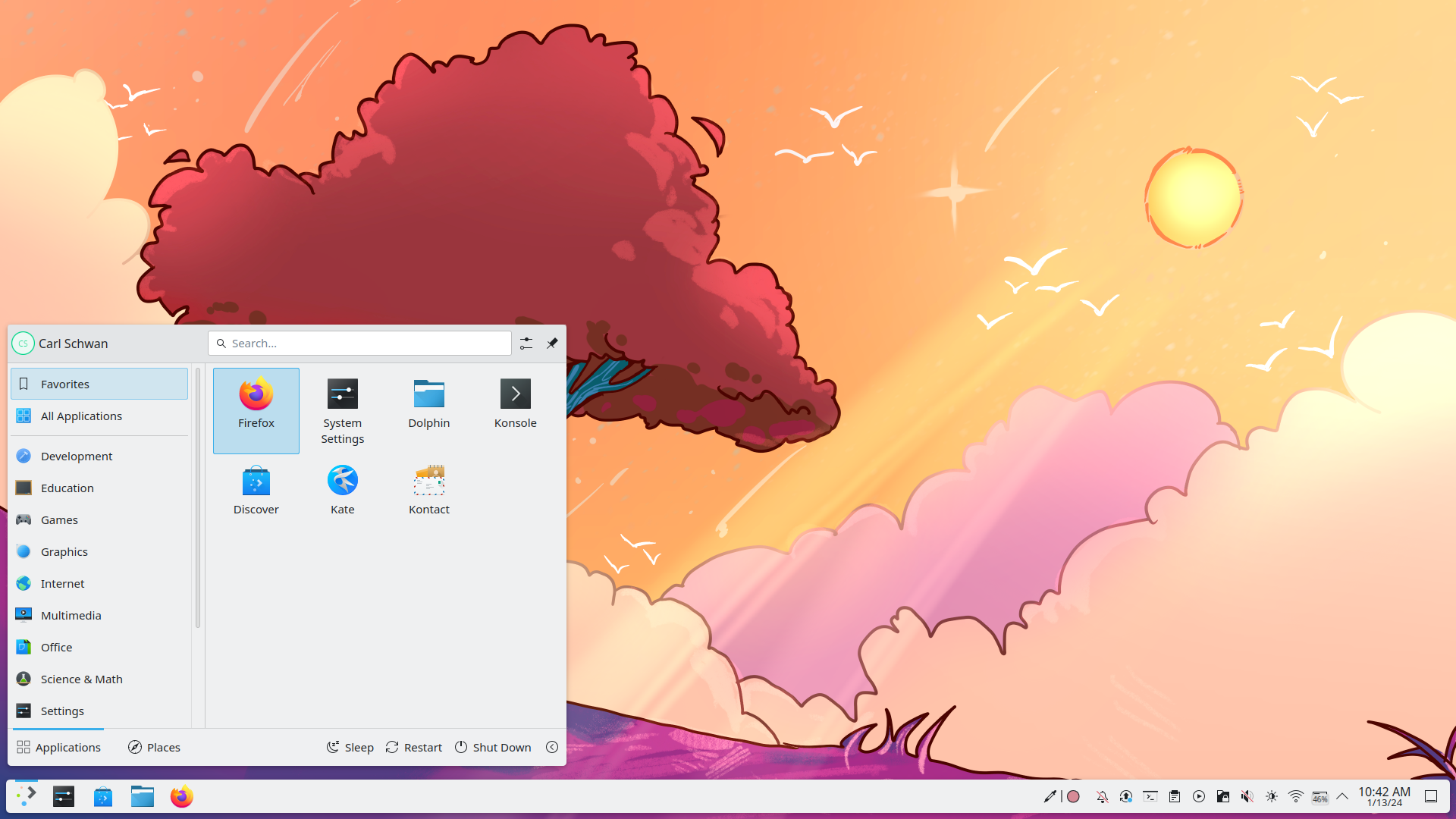
...versus světlý výchozí motiv, kterému se přizpůsobuje i pozadí plochy